# The Sacred Armour of Antiriad
The Sacred Armour of Antiriad, in Amerika uitgegeven als Rad Warrior, is een computerspel dat werd ontwikkeld en uitgegeven door Palace Software. Het spel kwam in 1986 uit voor de Amstrad CPC, Commodore 64, MSX en ZX Spectrum. Later werd het spel gepoort naar andere platforms. De speler speelt Tal en moet tegen aliens vechten.

## Platforms
| Jaar | Platform                                    |
| ---- | ------------------------------------------- |
| 1986 | Amstrad CPC, Commodore 64, MSX, ZX Spectrum |
| 1987 | Apple II, DOS                               |
| 1988 | TRS-80 CoCo                                 |

## Ontvangst
| Beoordeeld door                | Jaar | Platform     | Score |
| ------------------------------ | ---- | ------------ | ----- |
| ASM (Aktueller Software Markt) | 1986 | Commodore 64 | 98%   |
| Crash!                         | 1986 | ZX Spectrum  | 89%   |
| Computer Gamer                 | 1986 | Commodore 64 | 85%   |
| Happy Computer                 | 1986 | Commodore 64 | 81%   |
| Computer Gamer                 | 1986 | ZX Spectrum  | 80%   |